# Mustafa Saadoon
Mustafa Saadoon (Bagdad, 25 de mayo de 2001) es un futbolista iraquí que juega en la demarcación de lateral derecho para el Al-Quwa Al-Jawiya de la Liga Premier de Irak.

## Selección nacional
Tras jugar en las categorías inferiores de la selección, finalmente hizo su debut con la selección de fútbol de Irak el 13 de octubre de 2023 en un encuentro amistoso contra Catar que finalizó con un resultado de empate a cero.

## Clubes
| Club              | País | Año       | Partidos | Goles |
| ----------------- | ---- | --------- | -------- | ----- |
| Al-Kahrabaa SC    | Irak | 2022-2023 |          | 1     |
| Al-Quwa Al-Jawiya | Irak | 2024-     | 4+       | 2     |